# Kanton Juillac
Juillac is een voormalig kanton van het Franse departement Corrèze. Het kanton maakte deel uit van het arrondissement Brive-la-Gaillarde. Het werd opgeheven bij decreet van 24 februari 2014, met uitwerking op 22 maart 2015. Alle gemeenten werden opgenomen in het nieuwe kanton L'Yssandonnais.

## Gemeenten
Het kanton Juillac omvatte de volgende gemeenten:
- Chabrignac
- Concèze
- Juillac (hoofdplaats)
- Lascaux
- Rosiers-de-Juillac
- Saint-Bonnet-la-Rivière
- Saint-Cyr-la-Roche
- Saint-Solve
- Vignols
- Voutezac